# Bagna Zapomnienia
Bagna Zapomnienia (ang. The Swamp of No Return) – 24-stronicowy komiks, narysowany przez Carla Barksa do własnego scenariusza w 1964 roku. Pierwsza publikacja historyjki miała miejsce w maju 1965 na łamach amerykańskiego czasopisma „Uncle Scrooge”.

## Wydanie w Polsce
Komiks został wydany w lipcu 2008 roku w Kaczorze Donaldzie. Jest to czwarta dłuższa (ponad 10 stron) praca tego autora publikowana w Polsce.

## Opis
Pewien fizyk wynalazł maszynę uczącą. Urządzenie posiada niestety błąd, który sprawia, że obiekt jej działania traci świadomość. Naukowiec pragnie pozyskać fundusze na naprawę od Sknerusa McKwacza. Wynalazek zostaje jednak skradziony przez agenta obcego wywiadu.